# 布賴森 (加利福尼亞州)
布賴森（英語：Bryson）是位於美國加利福尼亞州蒙特雷縣的一個非建制地區。該地的面積和人口皆未知。

## 地理
布賴森的座標為35°05′24″N 121°05′26″W / 35.09000°N 121.09056°W，而該地的平均海拔高度為295米（即968英尺）。